# Aurora Galli
Aurora Galli (Milano, 13 dicembre 1996) è una calciatrice italiana, centrocampista dell'Everton e della nazionale italiana.

## Biografia
Aurora Galli nasce a Milano, ma cresce con i genitori a Tromello, in provincia di Pavia. Fin da piccolissima dimostra interesse nel calciare un pallone ed i genitori la iscrivono ai corsi della Pro Vigevano, dove inizia ad apprendere le basi del calcio.

## Caratteristiche tecniche
Aurora Galli predilige il ruolo di centrocampista centrale, contribuendo alla costruzione del gioco ma dimostrando anche personalità in fase di interdizione.
Partita inizialmente da mediano, durante il periodo alla Juventus ha lavorato con l'allenatrice Rita Guarino per migliorare le proprie doti di impostazione e partecipazione alla fase offensiva, diventando così una centrocampista completa.

## Carriera

### Club

#### Gli inizi e l'Inter Milano
Aurora Galli cresce calcisticamente giocando con i maschi nelle formazioni miste giovanili della Pro Vigevano fino al compimento degli 11 anni. Nel 2007 si tessera con il Garlasco giocando nella formazione maschile nel campionato Esordienti e, riuscendolo a conquistare, nel campionato Provinciale Giovanissimi.
Le sue qualità vengono notate dagli osservatori dell'Inter Milano; la società nerazzurra le propone di giocare in una formazione completamente femminile, nei campionati giovanili riservati alle ragazze. Con le milanesi riesce a trionfare nel campionato Allieve Nazionali. Durante l'estate, convocata nella rappresentativa Under della Lombardia, vince il Torneo delle Regioni e si fa notare dagli osservatori della FIGC che la segnalano per la sua prima convocazione con la nazionale italiana Under-17.
Le prestazioni offerte nei campionati giovanili le fanno conquistare la fiducia dell'ambiente interista, che dal 2011 la inserisce nella rosa della prima squadra. Il debutto in Serie A2 avviene durante la stagione 2011-2012 (11 presenze e 2 reti segnate), e si riconferma in quella successiva, campionato in cui Galli contribuisce con le sue 19 presenze e 1 gol alla conquista del vertice del girone C e la conseguente promozione in Serie A.

#### Torres
Il debutto in Serie A avviene tuttavia con una maglia diversa; nell'estate 2013 il club lombardo decide di cederla in prestito alla Torres, dandole così la possibilità di accrescere le proprie potenzialità giocando nella squadra neocampionessa d'Italia, arrivata al settimo titolo al termine della stagione precedente. Viene impiegata già il 14 settembre durante la partita di Supercoppa italiana svoltasi a Bellaria-Igea Marina e giocata contro il Tavagnacco detentore della Coppa Italia; scesa titolare, viene sostituita al 41' da Sandy Maendly sul parziale di 1-1, ma grazie al gol siglato al 53' da Patrizia Panico può festeggiare la conquista del suo primo trofeo in età matura.
Alla sua prima stagione in maglia rossoblù, la 2013-2014, scende in campo 21 volte su 30 incontri, contribuendo al raggiungimento del secondo posto in classifica delle isolane. Sempre nel 2013 avviene il suo debutto in UEFA Women's Champions League, nell'incontro disputato a Krasnoarmejsk il 9 novembre con il Rossijanka, valido per l'andata degli ottavi di finale e terminato 1-0 per le padrone di casa su autogol di Linda Tucceri Cimini. Riscattata nel frattempo dal club sassarese, gioca in Sardegna fino al termine della stagione successiva, svincolata dalla società a causa della mancata iscrizione al campionato di Serie A per inadempienze amministrative.

#### Mozzanica, AGSM Verona e Juventus
Nel biennio seguente gioca una stagione a testa dapprima nel Mozzanica, con cui raggiunge una semifinale di Coppa Italia, e poi nell'AGSM Verona, con cui chiude il campionato al terzo posto.
Nell'estate 2017 cambia nuovamente casacca approdando alla neonata Juventus: a Torino è tra le protagoniste della squadra che alla stagione d'esordio vince subito lo scudetto, il primo anche per Galli, dopo aver superato allo spareggio il Brescia; sul piano personale è inoltre la migliore annata sottoporta per la centrocampista con 7 reti tra campionato e coppa.
Anche la stagione successiva, sempre in bianconero, si rivela positiva. Lasciata la Supercoppa 2018 alle rivali della Fiorentina, unica squadra che ne contenderà i primati in tutta la stagione, rincorre il Milan per la prima parte del campionato, sorpassando le rossonere dalla 10ª giornata e mantenendo il vertice della classifica fino alla fine. Le Juventine festeggiano così il loro secondo scudetto, con Galli che sigla 3 reti su 18 incontri, al quale si aggiunge la vittoria in Coppa Italia, il 28 aprile allo Stadio Ennio Tardini di Parma, dove superano la Fiorentina per 2-1, prima Coppa per la centrocampista e il club. Il percorso di Galli nella sua quarta Champions League si ferma invece già ai sedicesimi di finale, con la squadra che con il pareggio casalingo per 2-2 e la sconfitta esterna 1-0, deve cedere il passaggio del turno alle danesi del Brøndby.

#### Everton
Il 19 giugno 2021 ha lasciato la Juventus Women, dopo quattro stagioni. Un mese dopo ha firmato un contratto con l'Everton, trasferendosi per la prima volta in un campionato estero. Inoltre, in questo modo è diventata la prima calciatrice italiana a giocare nella Super League inglese, nella quale ha debuttato il 4 settembre 2021, alla prima giornata di campionato, giocando da titolare in una sconfitta per 4-0 in casa contro il Manchester City. Nonostante la sua prima stagione estera si riveli complicata, con l'Everton che fatica a staccarsi dalla parte bassa della classifica di Super League e che cambia per due volte la direzione tecnica della squadra, Galli viene considerata una delle più importanti giocatrici arrivate nell'estate alle Toffees. Il 2 marzo 2022, segna la sua prima rete nel campionato inglese, decidendo la sfida in casa dell'Aston Villa.
Lungo la stagione 2023-2024, mette a referto tre reti e due assist per le Toffees, venendo anche nominata per il gol più bello dell'annata, segnato contro il West Ham nel febbraio del 2024.
Il 21 settembre 2024, durante la prima partita di campionato contro il Brighton & Hove, subisce un infortunio al ginocchio destro, che consiste nella rottura del legamento crociato anteriore, infortunio che costringe la centrocampista a un lungo stop. Ciò nonostante, al termine della stagione rinnova il proprio contratto con il club inglese per un'altra annata.

### Nazionale
Aurora Galli, grazie ai buoni risultati ottenuti nel Trofeo delle Regioni, viene convocata alle selezioni per le giovanili della nazionale Under-17 e fa il suo debutto con le Azzurrine il 20 ottobre 2011 in occasione del primo turno di qualificazione, Gruppo 2, agli Europei di categoria 2012, battendo per 6-0 la rappresentativa pari età della Macedonia. Con l'Under-17 scenderà in campo, nei tornei UEFA, per un totale di 9 volte e realizzando una rete.
In seguito viene selezionata per indossare la maglia azzurra della nazionale Under-19. Il debutto avviene a İnegöl, Turchia, il 13 settembre 2014 in occasione delle qualificazioni al Europei di categoria 2015 nell'incontro giocato con le pari età della Turchia e terminato con la vittoria dell'Italia per 1-0 con gol siglato al 59' da Manuela Giugliano.

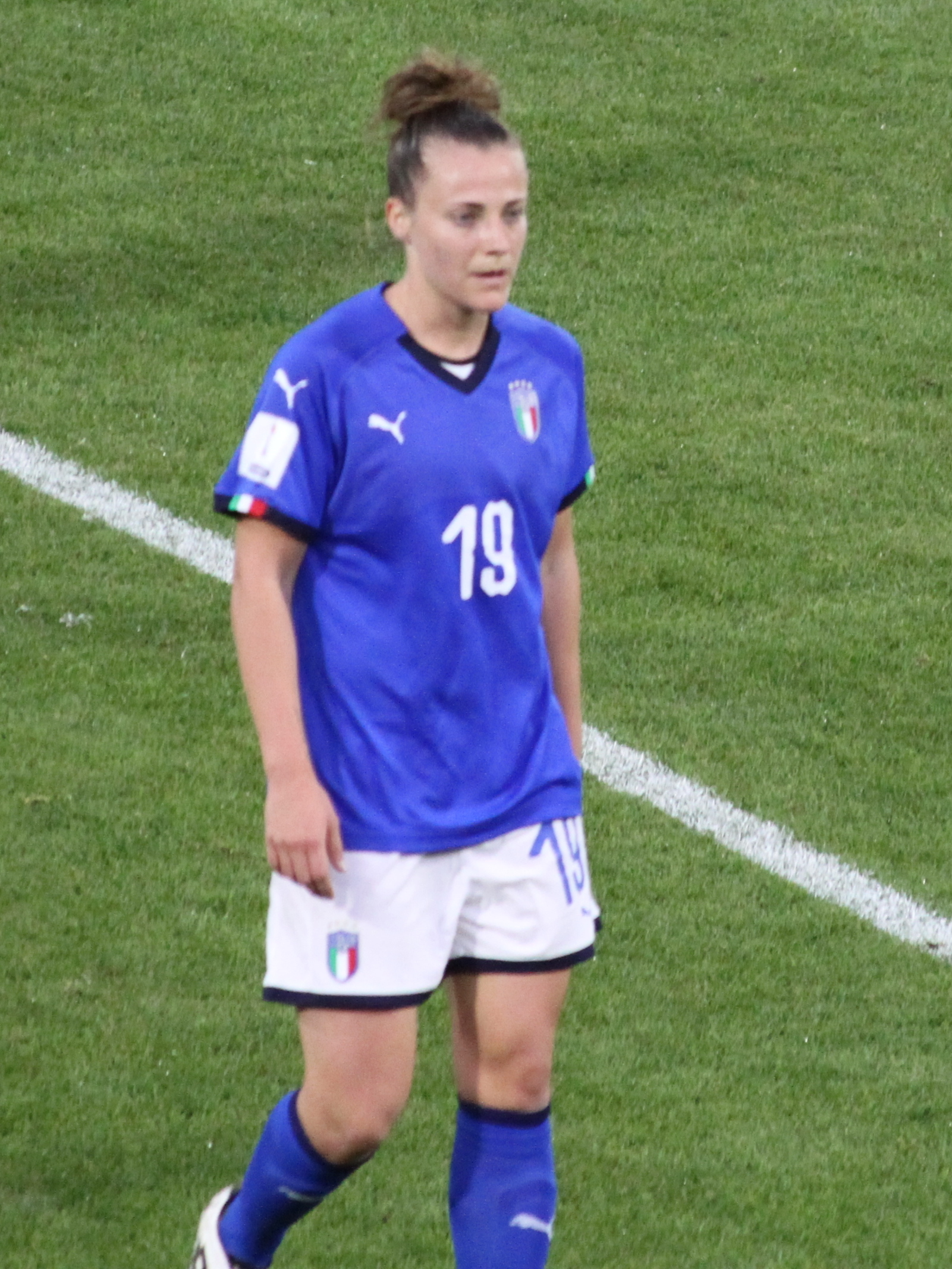
Galli durante la partita di qualificazione contro il Belgio

Nel novembre 2015 è stata convocata dal ct Antonio Cabrini per la doppia amichevole che la nazionale maggiore ha disputato il 3 dicembre a Guiyang e il 6 dicembre a Qujing contro la nazionale cinese. Ha esordito con la nazionale maggiore il 6 dicembre giocando da titolare l'intera partita, vinta dalla Cina per 2-0.
L'anno successivo Cabrini la convoca per l'edizione 2016 della Cyprus Cup, dove viene impiegata in tre dei quattro incontri giocati dalla sua nazionale, compresa la finalina del 9 marzo dove l'Italia, battendo per 3-1 le avversarie della Rep. Ceca, eguaglia la prestazione del 2012. Per indossare nuovamente la maglia della nazionale deve attendere la fine dell'anno, inserita da Cabrini nella lista delle giocatrici convocate per il Torneio Internacional de Futebol Feminino di Manaus 2016, in programma dal 7 al 18 dicembre 2016, dove scende in campo nell'incontro del 14 dicembre, l'ultimo della fase a gironi, vinto 3-1 dal Brasile e nella finale, vinta ancora dalle brasiliane per 5-3. In seguito le presenze della gestione Cabrini si limitano alla Cyprus Cup 2017, dove scende in campo in due occasioni nella deludente prestazione della squadra che vede giocare la finalina per l'undicesimo posto, e un'amichevole prima dell'estate. Ottenuto l'accesso all'Europeo dei Paesi Bassi 2017, dove Galli non viene mai impiegata nel corso delle qualificazioni, Cabrini la inserisce nella lista delle 23 giocatrici convocate annunciata il 5 luglio 2017. Durante il torneo scende in campo il 25 luglio, nella sola partita vinta per 3-2 con la Svezia, vittoria ininfluente in quanto avendo perso, in entrambi i casi per 2-1, le altre due del gruppo B con Russia e Germania, le Azzurre sono eliminate già alla fase a gironi.
Con l'arrivo del nuovo CT Milena Bertolini, le convocazioni di Galli si fanno più frequenti e regolari; viene più volte chiamata nel corso delle qualificazioni al Mondiale di Francia 2019, 7 presenze su 8 incontri partendo sempre da titolare, condividendo con le compagne la conquista del primo posto del gruppo 6 e la matematica qualificazione il 10 aprile 2018, allo Stadio Paolo Mazza di Ferrara, grazie a una vittoria in rimonta per 2-1 sul Belgio, unica nazionale capace di contrastare le Azzurre efficacemente. Nel frattempo Galli partecipa anche alle edizioni 2018 e 2019, dove l'Italia di Bertolini raggiunge entrambe le volte la finale, battuta per 2-0 dalla Spagna nella prima e solo ai calci di rigore dalla Corea del Nord nella successiva, dopo che i tempi regolamentari si erano conclusi sul 3-3.
Nel maggio 2019 Bertolini continua a concederle fiducia, inserendola nella rosa delle 23 convocate per Francia 2019. Il 14 giugno, da subentrata, segna la sua prima doppietta con la maglia azzurra, nella partita vinta per 5-0 contro la Giamaica. Negli ottavi di finale contro la Cina entra in campo nel secondo tempo al posto di Girelli, segnando il secondo gol su passaggio di Guagni con un tiro da fuori area, rete che fissa il risultato sul 2-0 finale per le Azzurre.
Nel maggio del 2025, Galli rientra in nazionale dopo l'infortunio al legamento crociato, venendo convocata dal CT Andrea Soncin in vista degli incontri di UEFA Women's Nations League con Svezia e Galles.

## Statistiche

### Presenze e reti nei club
Statistiche aggiornate al 21 settembre 2024.
| Stagione            | Squadra             | Campionato          | Campionato | Campionato | Coppe nazionali | Coppe nazionali | Coppe nazionali | Coppe continentali | Coppe continentali | Coppe continentali | Altre coppe | Altre coppe | Altre coppe | Totale | Totale |
| Stagione            | Squadra             | Comp                | Pres       | Reti       | Comp            | Pres            | Reti            | Comp               | Pres               | Reti               | Comp        | Pres        | Reti        | Pres   | Reti   |
| ------------------- | ------------------- | ------------------- | ---------- | ---------- | --------------- | --------------- | --------------- | ------------------ | ------------------ | ------------------ | ----------- | ----------- | ----------- | ------ | ------ |
| 2011-2012           | Inter Milano        | A2                  | 11         | 2          | CI              | ?               | ?               |                    | -                  | -                  |             | -           | -           | 11+    | 2+     |
| 2012-2013           | Inter Milano        | A2                  | 19         | 1          | CI              | ?               | ?               |                    | -                  | -                  |             | -           | -           | 19+    | 1+     |
| Totale Inter Milano | Totale Inter Milano | Totale Inter Milano | 30         | 3          |                 | ?               | ?               |                    | -                  | -                  |             | -           | -           | 30+    | 3+     |
| 2013-2014           | Torres              | A                   | 21         | 0          | CI              | ?               | ?               | UWCL               | ?                  | ?                  | SI          | 1           | 0           | 22+    | 0+     |
| 2014-2015           | Torres              | A                   | 24         | 1          | CI              | 4               | 2               | UWCL               | 4                  | 0                  |             | -           | -           | 32     | 3      |
| Totale Torres       | Totale Torres       | Totale Torres       | 45         | 1          |                 | 4+              | 2+              |                    | 4+                 | 0+                 |             | 1           | 0           | 54+    | 3+     |
| 2015-2016           | Mozzanica           | A                   | 20         | 0          | CI              | 7               | 1               |                    | -                  | -                  |             | -           | -           | 27     | 1      |
| 2016-2017           | AGSM Verona         | A                   | 22         | 2          | CI              | 5               | 0               | UWCL               | 2                  | 0                  | SI          | 1           | 0           | 30     | 2      |
| 2017-2018           | Juventus            | A                   | 22+1       | 5          | CI              | 4               | 2               |                    | -                  | -                  |             | -           | -           | 27     | 7      |
| 2018-2019           | Juventus            | A                   | 18         | 3          | CI              | 4               | 0               | UWCL               | 2                  | 0                  | SI          | 1           | 0           | 25     | 3      |
| 2019-2020           | Juventus            | A                   | 13         | 1          | CI              | 2               | 0               | UWCL               | 2                  | 0                  | SI          | 1           | 0           | 18     | 1      |
| 2020-2021           | Juventus            | A                   | 13         | 1          | CI              | 1               | 0               | UWCL               | 2                  | 0                  | SI          | 2           | 0           | 18     | 1      |
| Totale Juventus     | Totale Juventus     | Totale Juventus     | 67         | 10         |                 | 11              | 2               |                    | 6                  | 0                  |             | 4           | 0           | 88     | 12     |
| 2021-2022           | Everton             | WSL                 | 18         | 1          | FAW             | 3               | 0               | -                  | -                  | -                  | WLC         | 4           | 0           | 25     | 1      |
| 2022-2023           | Everton             | WSL                 | 20         | 0          | FAW             | 1               | 0               | -                  | -                  | -                  | WLC         | 4           | 0           | 25     | 0      |
| 2023-2024           | Everton             | WSL                 | 19         | 3          | FAW             | 3               | 0               | -                  | -                  | -                  | WLC         | 4           | 0           | 26     | 3      |
| 2024-2025           | Everton             | WSL                 | 1          | 0          | FAW             | 0               | 0               | -                  | -                  | -                  | WLC         | 0           | 0           | 1      | 0      |
| Totale Everton      | Totale Everton      | Totale Everton      | 58         | 4          |                 | 7               | 0               |                    | -                  | -                  |             | 12          | 0           | 77     | 4      |
| Totale carriera     | Totale carriera     | Totale carriera     | 242        | 20         |                 | 34+             | 5+              |                    | 20+                | 0+                 |             | 18          | 0           | 306+   | 25+    |

### Cronologia presenze e reti in nazionale
| Cronologia completa delle presenze e delle reti in nazionale ― Italia | Cronologia completa delle presenze e delle reti in nazionale ― Italia | Cronologia completa delle presenze e delle reti in nazionale ― Italia | Cronologia completa delle presenze e delle reti in nazionale ― Italia | Cronologia completa delle presenze e delle reti in nazionale ― Italia | Cronologia completa delle presenze e delle reti in nazionale ― Italia | Cronologia completa delle presenze e delle reti in nazionale ― Italia | Cronologia completa delle presenze e delle reti in nazionale ― Italia |
| Data                                                                  | Città                                                                 | In casa                                                               | Risultato                                                             | Ospiti                                                                | Competizione                                                          | Reti                                                                  | Note                                                                  |
| --------------------------------------------------------------------- | --------------------------------------------------------------------- | --------------------------------------------------------------------- | --------------------------------------------------------------------- | --------------------------------------------------------------------- | --------------------------------------------------------------------- | --------------------------------------------------------------------- | --------------------------------------------------------------------- |
| 6-12-2015                                                             | Qujing                                                                | Cina                                                                  | 2 – 0                                                                 | Italia                                                                | Amichevole                                                            | -                                                                     |                                                                       |
| 2-3-2016                                                              | Dherynia                                                              | Ungheria                                                              | 0 – 2                                                                 | Italia                                                                | Cyprus Cup 2016 - 1º turno                                            | -                                                                     | 65’                                                                   |
| 4-3-2016                                                              | Larnaca                                                               | Italia                                                                | 1 – 1                                                                 | Irlanda                                                               | Cyprus Cup 2016 - 1º turno                                            | -                                                                     | 46’                                                                   |
| 9-3-2016                                                              | Larnaca                                                               | Italia                                                                | 3 – 1                                                                 | Rep. Ceca                                                             | Cyprus Cup 2016 - finale 3º/4º posto                                  | -                                                                     |                                                                       |
| 7-12-2016                                                             | Manaus                                                                | Russia                                                                | 0 – 3                                                                 | Italia                                                                | Torneio Internacional 2016 - 1º turno                                 | -                                                                     | 70’                                                                   |
| 11-12-2016                                                            | Manaus                                                                | Italia                                                                | 3 – 0                                                                 | Costa Rica                                                            | Torneio Internacional 2016 - 1º turno                                 | -                                                                     | 46’                                                                   |
| 14-12-2016                                                            | Manaus                                                                | Brasile                                                               | 3 – 1                                                                 | Italia                                                                | Torneio Internacional 2016 - 1º turno                                 | -                                                                     |                                                                       |
| 18-12-2016                                                            | Manaus                                                                | Brasile                                                               | 5 – 3                                                                 | Italia                                                                | Torneio Internacional 2016 - finale                                   | -                                                                     |                                                                       |
| 3-3-2017                                                              | Larnaca                                                               | Italia                                                                | 1 – 4                                                                 | Belgio                                                                | Cyprus Cup 2017 - 1º turno                                            | -                                                                     |                                                                       |
| 8-3-2017                                                              | Larnaca                                                               | Italia                                                                | 6 – 2                                                                 | Rep. Ceca                                                             | Cyprus Cup 2017 - finale 11º/12º posto                                | -                                                                     | 53’                                                                   |
| 7-4-2017                                                              | Stoke-on-Trent                                                        | Inghilterra                                                           | 1 – 1                                                                 | Italia                                                                | Amichevole                                                            | -                                                                     |                                                                       |
| 25-7-2017                                                             | Doetinchem                                                            | Svezia                                                                | 2 – 3                                                                 | Italia                                                                | Euro 2017 - 1º turno                                                  | -                                                                     |                                                                       |
| 15-9-2017                                                             | La Spezia                                                             | Italia                                                                | 5 – 0                                                                 | Moldavia                                                              | Qual. Mondiali 2019                                                   | -                                                                     | 62’                                                                   |
| 19-9-2017                                                             | Cluj-Napoca                                                           | Romania                                                               | 0 – 1                                                                 | Italia                                                                | Qual. Mondiali 2019                                                   | -                                                                     | 82’                                                                   |
| 24-10-2017                                                            | Castel di Sangro                                                      | Italia                                                                | 3 – 0                                                                 | Romania                                                               | Qual. Mondiali 2019                                                   | -                                                                     |                                                                       |
| 28-11-2017                                                            | Estoril                                                               | Portogallo                                                            | 0 – 1                                                                 | Italia                                                                | Qual. Mondiali 2019                                                   | -                                                                     |                                                                       |
| 20-1-2018                                                             | Marsiglia                                                             | Francia                                                               | 1 – 1                                                                 | Italia                                                                | Amichevole                                                            | -                                                                     | 84’                                                                   |
| 28-2-2018                                                             | Larnaca                                                               | Italia                                                                | 3 – 0                                                                 | Svizzera                                                              | Cyprus Cup 2018 - 1º turno                                            | -                                                                     | 74’                                                                   |
| 5-3-2018                                                              | Larnaca                                                               | Italia                                                                | 2 – 2                                                                 | Finlandia                                                             | Cyprus Cup 2018 - 1º turno                                            | -                                                                     | 59’                                                                   |
| 7-3-2018                                                              | Larnaca                                                               | Spagna                                                                | 2 – 0                                                                 | Italia                                                                | Cyprus Cup 2018 - finale 1º/2º posto                                  | -                                                                     | 46’                                                                   |
| 10-4-2018                                                             | Ferrara                                                               | Italia                                                                | 2 – 1                                                                 | Belgio                                                                | Qual. Mondiali 2019                                                   | -                                                                     | 81’                                                                   |
| 8-6-2018                                                              | Firenze                                                               | Italia                                                                | 3 – 0                                                                 | Portogallo                                                            | Qual. Mondiali 2019                                                   | -                                                                     |                                                                       |
| 4-9-2018                                                              | Lovanio                                                               | Belgio                                                                | 2 – 1                                                                 | Italia                                                                | Qual. Mondiali 2019                                                   | -                                                                     | 46’                                                                   |
| 9-10-2018                                                             | Cremona                                                               | Italia                                                                | 1 – 0                                                                 | Svezia                                                                | Amichevole                                                            | -                                                                     | 73’                                                                   |
| 10-11-2018                                                            | Osnabrück                                                             | Germania                                                              | 5 – 2                                                                 | Italia                                                                | Amichevole                                                            | -                                                                     |                                                                       |
| 18-1-2019                                                             | Empoli                                                                | Italia                                                                | 2 – 1                                                                 | Cile                                                                  | Amichevole                                                            | -                                                                     |                                                                       |
| 22-1-2019                                                             | Cesena                                                                | Italia                                                                | 2 – 0                                                                 | Galles                                                                | Amichevole                                                            | -                                                                     | 65’                                                                   |
| 27-2-2019                                                             | Larnaca                                                               | Italia                                                                | 5 – 0                                                                 | Messico                                                               | Cyprus Cup 2019 - 1º turno                                            | -                                                                     | 65’                                                                   |
| 1-3-2019                                                              | Larnaca                                                               | Italia                                                                | 3 – 0                                                                 | Ungheria                                                              | Cyprus Cup 2019 - 1º turno                                            | -                                                                     | 79’                                                                   |
| 4-3-2019                                                              | Larnaca                                                               | Italia                                                                | 4 – 1                                                                 | Thailandia                                                            | Cyprus Cup 2019 - 1º turno                                            | 1                                                                     |                                                                       |
| 6-3-2019                                                              | Larnaca                                                               | Corea del Nord                                                        | 3 – 3 dts (7-6 dtr)                                                   | Italia                                                                | Cyprus Cup 2019 - finale 1º/2º posto                                  | -                                                                     | 58’                                                                   |
| 5-4-2019                                                              | Lublino                                                               | Polonia                                                               | 1 – 1                                                                 | Italia                                                                | Amichevole                                                            | -                                                                     | 62’                                                                   |
| 9-4-2019                                                              | Reggio Emilia                                                         | Italia                                                                | 2 – 1                                                                 | Irlanda                                                               | Amichevole                                                            | -                                                                     |                                                                       |
| 29-5-2019                                                             | Ferrara                                                               | Italia                                                                | 3 – 1                                                                 | Svizzera                                                              | Amichevole                                                            | 1                                                                     | 75’                                                                   |
| 9-6-2019                                                              | Valenciennes                                                          | Australia                                                             | 1 – 2                                                                 | Italia                                                                | Mondiali 2019 - 1º turno                                              | -                                                                     | 46’                                                                   |
| 14-6-2019                                                             | Reims                                                                 | Giamaica                                                              | 0 – 5                                                                 | Italia                                                                | Mondiali 2019 - 1º turno                                              | 2                                                                     | 65’                                                                   |
| 18-6-2019                                                             | Valenciennes                                                          | Italia                                                                | 0 – 1                                                                 | Brasile                                                               | Mondiali 2019 - 1º turno                                              | -                                                                     |                                                                       |
| 25-6-2019                                                             | Montpellier                                                           | Italia                                                                | 2 – 0                                                                 | Cina                                                                  | Mondiali 2019 - Ottavi di finale                                      | 1                                                                     | 39’                                                                   |
| 29-6-2019                                                             | Valenciennes                                                          | Italia                                                                | 0 – 2                                                                 | Paesi Bassi                                                           | Mondiali 2019 - Quarti di finale                                      | -                                                                     |                                                                       |
| 29-8-2019                                                             | Ramat Gan                                                             | Israele                                                               | 2 – 3                                                                 | Italia                                                                | Qual. Euro 2022                                                       | -                                                                     | 56’                                                                   |
| 4-10-2019                                                             | Ta' Qali                                                              | Malta                                                                 | 0 – 2                                                                 | Italia                                                                | Qual. Euro 2022                                                       | -                                                                     |                                                                       |
| 8-10-2019                                                             | Palermo                                                               | Italia                                                                | 2 – 0                                                                 | Bosnia ed Erzegovina                                                  | Qual. Euro 2022                                                       | -                                                                     |                                                                       |
| 8-11-2019                                                             | Benevento                                                             | Italia                                                                | 6 – 0                                                                 | Georgia                                                               | Qual. Euro 2022                                                       | -                                                                     |                                                                       |
| 12-11-2019                                                            | Castel di Sangro                                                      | Italia                                                                | 5 – 0                                                                 | Malta                                                                 | Qual. Euro 2022                                                       | -                                                                     | 57’                                                                   |
| 4-3-2020                                                              | Faro                                                                  | Portogallo                                                            | 1 – 2                                                                 | Italia                                                                | Algarve Cup 2020 - Prima fase                                         | -                                                                     |                                                                       |
| 7-3-2020                                                              | Parchal                                                               | Nuova Zelanda                                                         | 0 – 3                                                                 | Italia                                                                | Algarve Cup 2020 - Seconda fase                                       | -                                                                     | 70’                                                                   |
| 22-9-2020                                                             | Zenica                                                                | Bosnia ed Erzegovina                                                  | 0 – 5                                                                 | Italia                                                                | Qual. Euro 2022                                                       | 1                                                                     |                                                                       |
| 27-10-2020                                                            | Empoli                                                                | Italia                                                                | 1 – 3                                                                 | Danimarca                                                             | Qual. Euro 2022                                                       | -                                                                     | 46’                                                                   |
| 1-12-2020                                                             | Viborg                                                                | Danimarca                                                             | 0 – 0                                                                 | Italia                                                                | Qual. Euro 2022                                                       | -                                                                     | 57’                                                                   |
| 10-4-2021                                                             | Firenze                                                               | Italia                                                                | 1 – 0                                                                 | Islanda                                                               | Amichevole                                                            | -                                                                     |                                                                       |
| 21-9-2021                                                             | Karlovac                                                              | Croazia                                                               | 0 – 5                                                                 | Italia                                                                | Qual. Mondiali 2023                                                   | -                                                                     |                                                                       |
| 26-10-2021                                                            | Vilnius                                                               | Lituania                                                              | 0 – 5                                                                 | Italia                                                                | Qual. Mondiali 2023                                                   | -                                                                     |                                                                       |
| 16-2-2022                                                             | Lagos                                                                 | Danimarca                                                             | 0 – 1                                                                 | Italia                                                                | Algarve Cup 2022 - 1º turno                                           | -                                                                     | 46’                                                                   |
| 20-2-2022                                                             | Faro                                                                  | Italia                                                                | 2 – 1                                                                 | Norvegia                                                              | Algarve Cup 2022 - 1º turno                                           | -                                                                     | 54’ 58’                                                               |
| 23-2-2022                                                             | Lagos                                                                 | Svezia                                                                | 1 – 1 (6 - 5 dtr)                                                     | Italia                                                                | Algarve Cup 2022 - Finale                                             | -                                                                     | 64’                                                                   |
| 12-4-2022                                                             | Thun                                                                  | Svizzera                                                              | 0 – 1                                                                 | Italia                                                                | Qual. Mondiali 2023                                                   | -                                                                     | 90+4’                                                                 |
| 1-7-2022                                                              | Castel di Sangro                                                      | Italia                                                                | 1 – 1                                                                 | Spagna                                                                | Amichevole                                                            | -                                                                     | 56’                                                                   |
| 10-7-2022                                                             | Rotherham                                                             | Francia                                                               | 5 – 1                                                                 | Italia                                                                | Euro 2022 - Fase a gironi                                             | -                                                                     | 46’                                                                   |
| 2-9-2022                                                              | Chișinău                                                              | Moldavia                                                              | 0 – 8                                                                 | Italia                                                                | Qual. Mondiali 2023                                                   | -                                                                     | 68’                                                                   |
| 6-9-2022                                                              | Ferrara                                                               | Italia                                                                | 2 – 0                                                                 | Romania                                                               | Qual. Mondiali 2023                                                   | -                                                                     | 73’                                                                   |
| 10-10-2022                                                            | Genova                                                                | Italia                                                                | 0 – 1                                                                 | Brasile                                                               | Amichevole                                                            | -                                                                     | 71’                                                                   |
| 11-11-2022                                                            | Lignano Sabbiadoro                                                    | Italia                                                                | 0 – 1                                                                 | Austria                                                               | Amichevole                                                            | -                                                                     | 82’                                                                   |
| 19-2-2023                                                             | Coventry                                                              | Inghilterra                                                           | 2 – 1                                                                 | Italia                                                                | Arnold Clark Cup 2023                                                 | -                                                                     | 46’                                                                   |
| 22-9-2023                                                             | San Gallo                                                             | Svizzera                                                              | 0 – 1                                                                 | Italia                                                                | UEFA Women's Nations League 2023-2024 - Fase a gironi                 | -                                                                     |                                                                       |
| 26-9-2023                                                             | Castel di Sangro                                                      | Italia                                                                | 0 – 1                                                                 | Svezia                                                                | UEFA Women's Nations League 2023-2024 - Fase a gironi                 | -                                                                     |                                                                       |
| 27-10-2023                                                            | Salerno                                                               | Italia                                                                | 0 – 1                                                                 | Spagna                                                                | UEFA Women's Nations League 2023-2024 - Fase a gironi                 | -                                                                     | 72’                                                                   |
| 31-10-2023                                                            | Malmö                                                                 | Svezia                                                                | 1 – 1                                                                 | Italia                                                                | UEFA Women's Nations League 2023-2024 - Fase a gironi                 | -                                                                     | 64’                                                                   |
| 1-12-2023                                                             | Pontevedra                                                            | Spagna                                                                | 2 – 3                                                                 | Italia                                                                | UEFA Women's Nations League 2023-2024 - Fase a gironi                 | -                                                                     | 70’                                                                   |
| 5-12-2023                                                             | Parma                                                                 | Italia                                                                | 3 – 0                                                                 | Svizzera                                                              | UEFA Women's Nations League 2023-2024 - Fase a gironi                 | -                                                                     | 66’                                                                   |
| 23-2-2024                                                             | Bagno a Ripoli                                                        | Italia                                                                | 0 – 0                                                                 | Irlanda                                                               | Amichevole                                                            | -                                                                     | 75’                                                                   |
| 27-2-2024                                                             | Algeciras                                                             | Inghilterra                                                           | 5 – 1                                                                 | Italia                                                                | Amichevole                                                            | -                                                                     | 70’                                                                   |
| 5-4-2024                                                              | Cosenza                                                               | Italia                                                                | 2 – 0                                                                 | Paesi Bassi                                                           | Qual. Euro 2025                                                       | -                                                                     | 57’                                                                   |
| 9-4-2024                                                              | Helsinki                                                              | Finlandia                                                             | 2 – 1                                                                 | Italia                                                                | Qual. Euro 2025                                                       | -                                                                     |                                                                       |
| 31-5-2024                                                             | Oslo                                                                  | Norvegia                                                              | 0 – 0                                                                 | Italia                                                                | Qual. Euro 2025                                                       | -                                                                     | 50’                                                                   |
| Totale                                                                |                                                                       | Presenze                                                              | 74                                                                    |                                                                       | Reti                                                                  | 6                                                                     |                                                                       |

## Palmarès

### Club
- Campionato italiano: 4

Juventus: 2017-2018, 2018-2019, 2019-2020, 2020-2021
- Coppa Italia: 1

Juventus: 2018-2019
- Supercoppa italiana: 3

Torres: 2013
Juventus: 2019, 2020

### Individuale
- Gran Galà del calcio AIC: 2

Squadra dell'anno: 2019, 2020